# 俺はとことん止まらない!!
「俺はとことん止まらない!!」（おれはとことんとまらない）は、影山ヒロノブの63枚目のシングル。2005年2月23日にティームエンタテインメントから発売された。

## 概要
前作「千年のソルジャー」から約5年ぶりのリリースであり、2005年1作目の作品。
表題曲「俺はとことん止まらない!!」とカップリング曲の「くすぶるheartに火をつけろ!!」は、PlayStation 2用ソフト『ドラゴンボールZ3』、『ドラゴンボールZ2』のオープニングテーマとしてそれぞれ使用された。
レコーディングではスティーヴ・ルカサーなどのTOTOのメンバー、タワー・オブ・パワーが参加している。
オリコンチャートでは、3月7日から4月25日までの約2ヶ月間に渡りチャートイン入りし続けた。

## 批評
CDジャーナルは、「影山らしいパワーがあるボーカルが轟いている力強い曲。」と批評した。

## 収録曲
（全作詞：森由里子、作曲・編曲：山本健司）
1. 俺はとことん止まらない [3:46]
  - PlayStation 2用ゲーム『ドラゴンボールZ3』オープニングテーマ
2. くすぶるheartに火をつけろ!! [4:12]
  - PlayStation 2用ゲーム『ドラゴンボールZ2』オープニングテーマ
3. 俺はとことん止まらない!!（instrumental）
4. くすぶるheartに火をつけろ!!（instrumental）